# Björn Hübner-Fehrer
Björn Hübner-Fehrer (Tauberbischofsheim, 22 de enero de 1986) es un deportista alemán que compite en esgrima, especialista en la modalidad de sable.
En los Juegos Europeos de Bakú 2015 obtuvo una medalla de bronce en la prueba por equipos. Ganó cuatro medallas en el Campeonato Europeo de Esgrima entre los años 2009 y 2019.
Participó en los Juegos Olímpicos de Londres 2012, ocupando el quinto lugar en la prueba por equipos.

## Palmarés internacional
| Juegos Europeos    | Juegos Europeos         | Juegos Europeos   | Juegos Europeos   |
| Año                | Lugar                   | Medalla           | Prueba            |
| ------------------ | ----------------------- | ----------------- | ----------------- |
| 2015               | Bakú (Azerbaiyán)       | Medalla de bronce | Sable por equipos |
| Campeonato Europeo |                         |                   |                   |
| Año                | Lugar                   | Medalla           | Prueba            |
| 2009               | Plovdiv (Bulgaria)      | Medalla de bronce | Sable individual  |
| 2010               | Leipzig (Alemania)      | Medalla de bronce | Sable por equipos |
| 2011               | Sheffield (Reino Unido) | Medalla de plata  | Sable por equipos |
| 2019               | Düsseldorf (Alemania)   | Medalla de oro    | Sable por equipos |